# 霍莉·布拉德肖
霍莉·布拉德肖（英語：Holly Bradshaw，1991年11月2日—），娘家姓布莱斯戴尔（Bleasdale），是一名专长于撑杆跳高的英国女子田径运动员。2018年8月，她在欧洲田径锦标赛上以4米75的成绩获得季军。2019年9月，她在世界田径锦标赛上以4米80的成绩排名第四名。2021年8月，她在夏季奧林匹克運動會上以4米85的成绩获得銅牌。